# ثلاثي أكسيد الكربون

بنى محتملة لجزيء ثلاثي أكسيد الكربون.

ثلاثي أكسيد الكربون هو أكسيد غير مستقر للكربون، يتكون من ذرة كربون واحدة وثلاث ذرات أكسجين، بحيث أن له الصيغة المعتدلة CO3. يجب التمييز وعدم الخلط بين ثلاثي أكسيد الكربون وبين أيون الكربونات 2−CO3.

## التحضير
يحضر المركب نظرياً من تفاعل ثنائي أكسيد الكربون CO2 مع الأكسجين الذري O، حيث يحدث التفاعل عند درجات حرارة مرتفعة وفي وسط من البلازما، حيث عثر على آثار من ثلاثي أكسيد الكربون في منطقة الانجراف للنفريغ الهالي corona discharge ذي الشحنة السالبة. كما يمكن أن يحضر من تفاعل أحادي أكسيد الكربون مع الأكسجين الجزيئي.
من الطرق الأخرى للتحضير أيضاً تفاعل التفكك الضوئي للأوزون المنحل في ثنائي أكسيد الكربون السائل، أو في مزيج من ثنائي أكسيد الكربون مع سداسي فلوريد الكبريت CO2/SF6 عند درجة حرارة
-45 °س، وذلك بالتعريض لإشعاع طول موجته 2537 أنغستروم.

## الخصائص

بنى محتملة لجزيء ثلاثي أكسيد الكربون.

هناك ثلاثة بنى محتملة (متماكبات) لجزيء ثلاثي أكسيد الكربون من حيث التناظر الجزيئي وهي Cs و D3h و C2v. بيّنت الحسابات النظرية أن الشكل C2v هو الأكثر استقراراً، إذ أنه بذلك يعطي الحالة القاعية للجزيء.
إن جزيء ثلاثي أكسيد الكربون غير مستقر، حيث يتفكك بشكل تلقائي حسب التفاعل:
{\displaystyle \mathrm {2\ CO_{3}\ {\xrightarrow {\ }}2\ CO_{2}\ +\ O_{2}} }
يكون عمر الجزيء CO3 أقل من دقيقة واحدة.

## اقرأ أيضاً
- أحادي أكسيد الكربون
- ثنائي أكسيد الكربون